# Al-Manzul
Al-Manzul (arab. المنزول) – miejscowość w Syrii, w muhafazie Hims. W 2004 roku liczyła 3118 mieszkańców.